# Лігула
Лі́гула (ест. Lihula linn) — місто в Естонії без статусу самоврядування, адміністративний центр валду Ляенеранна мааконду Пярнумаа.

## Географія
Місто розташоване на заході Естонії, за 57 км від міста Пярну, адміністративного центру мааконду Пярнумаа.

## Клімат
| Кліматограма Лігули | Кліматограма Лігули | Кліматограма Лігули | Кліматограма Лігули | Кліматограма Лігули | Кліматограма Лігули | Кліматограма Лігули | Кліматограма Лігули | Кліматограма Лігули | Кліматограма Лігули | Кліматограма Лігули | Кліматограма Лігули |
| --- | ------------------- | ------------------- | ------------------- | ------------------- | ------------------- | ------------------- | ------------------- | ------------------- | ------------------- | ------------------- | ------------------- |
| С | Л                   | Б                   | К                   | Т                   | Ч                   | Л                   | С                   | В                   | Ж                   | Л                   | Г                   |
| 60 −1 −6 | 48 −2 −7            | 43 2 −4             | 40 8 1              | 39 14 7             | 68 18 11            | 74 21 15            | 95 20 14            | 73 16 10            | 82 9 6              | 70 5 2              | 64 2 −3             |
| Середня макс. і мін. температури повітря (°C) Атмосферні опади (мм), за рік : 756 мм. Джерело: «Climate-Data.org»«MSN Weather» |                     |                     |                     |                     |                     |                     |                     |                     |                     |                     |                     |

## Історія
З 1991 до 2017 року Лігула — адміністративний центр валду Ляенеранна мааконду Пярнумаа

## Населення
Чисельність населення, на 1 січня 2020 року, становила 1,189 осіб.

## Пам'ятки
- Миза Лігула
- Лютеранська кірха святої Елізабет

## Світлини

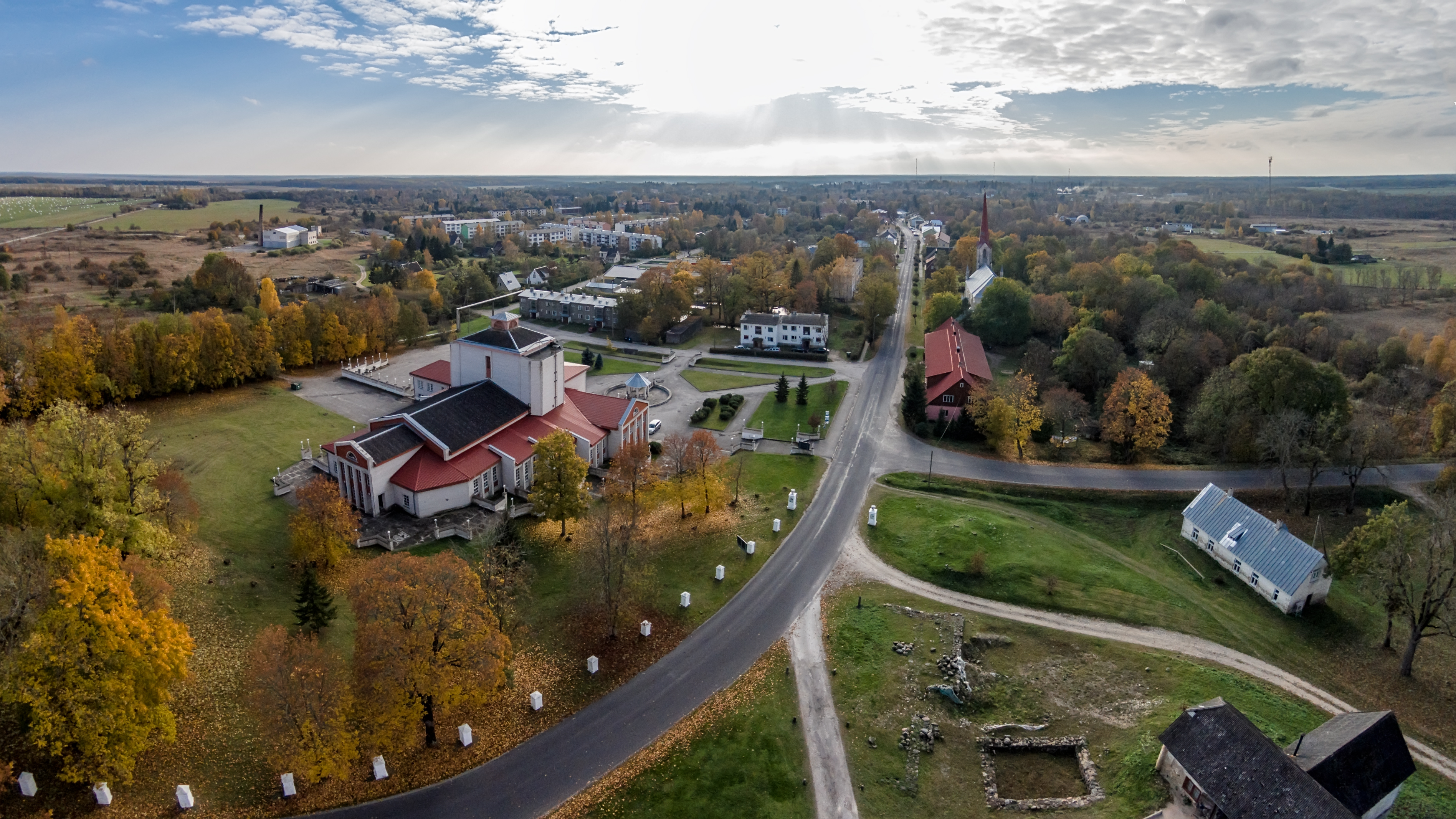
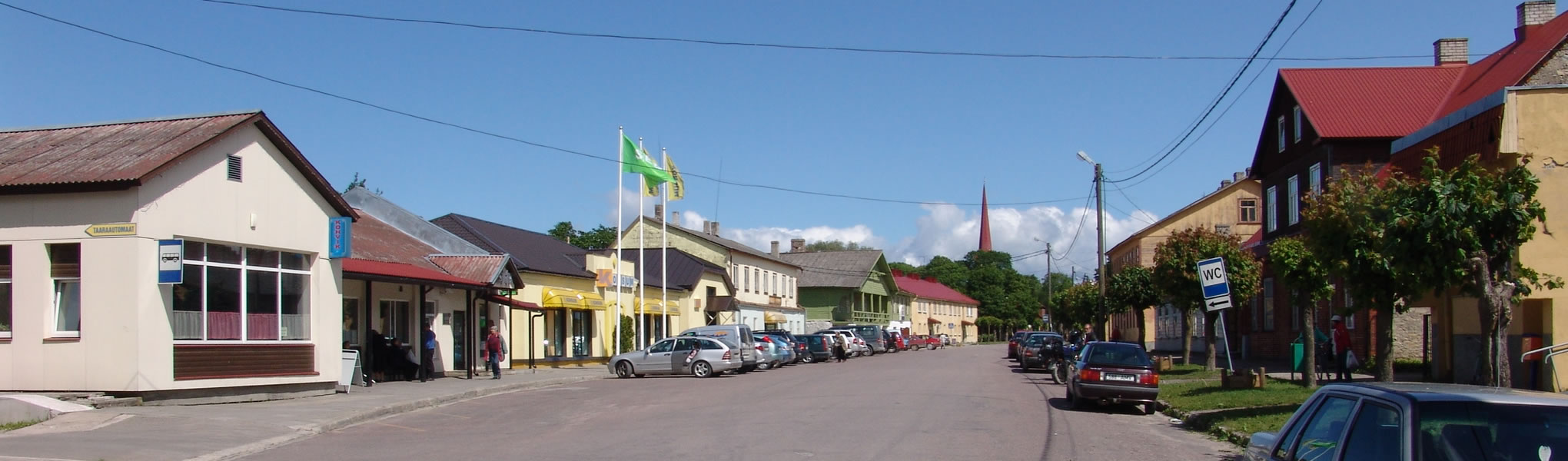

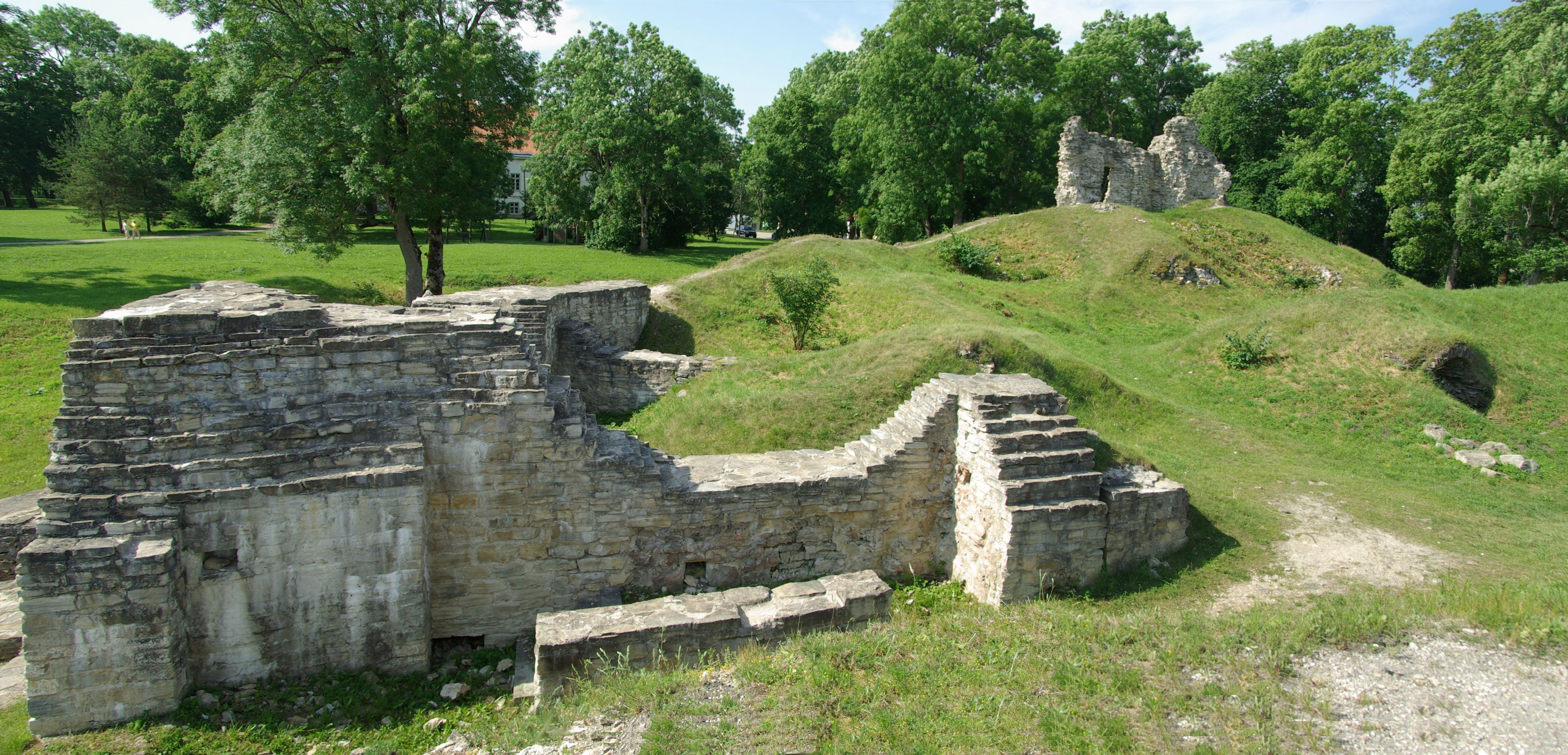
Руїни замку
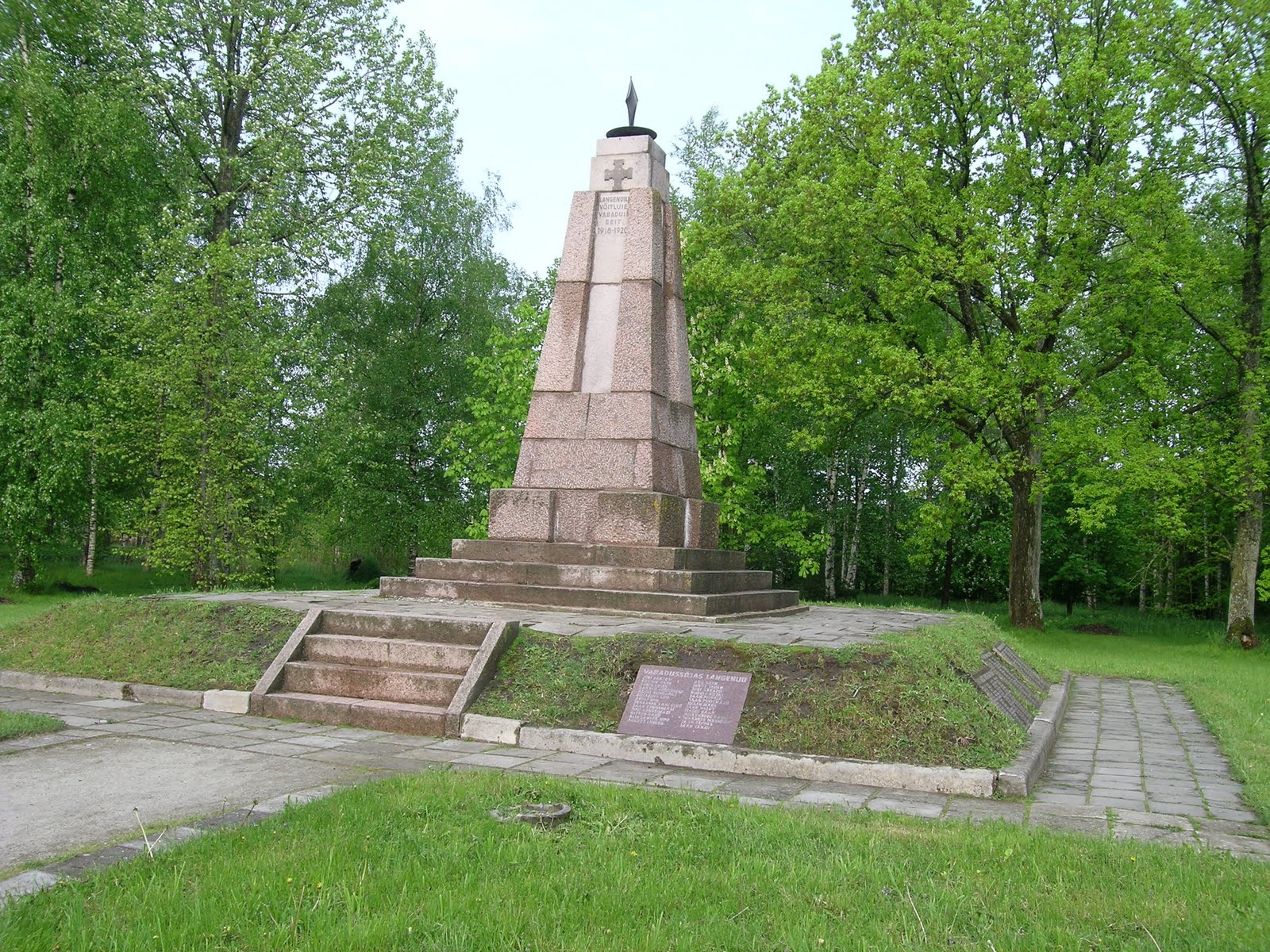
Пам'ятник героям війни за незалежність
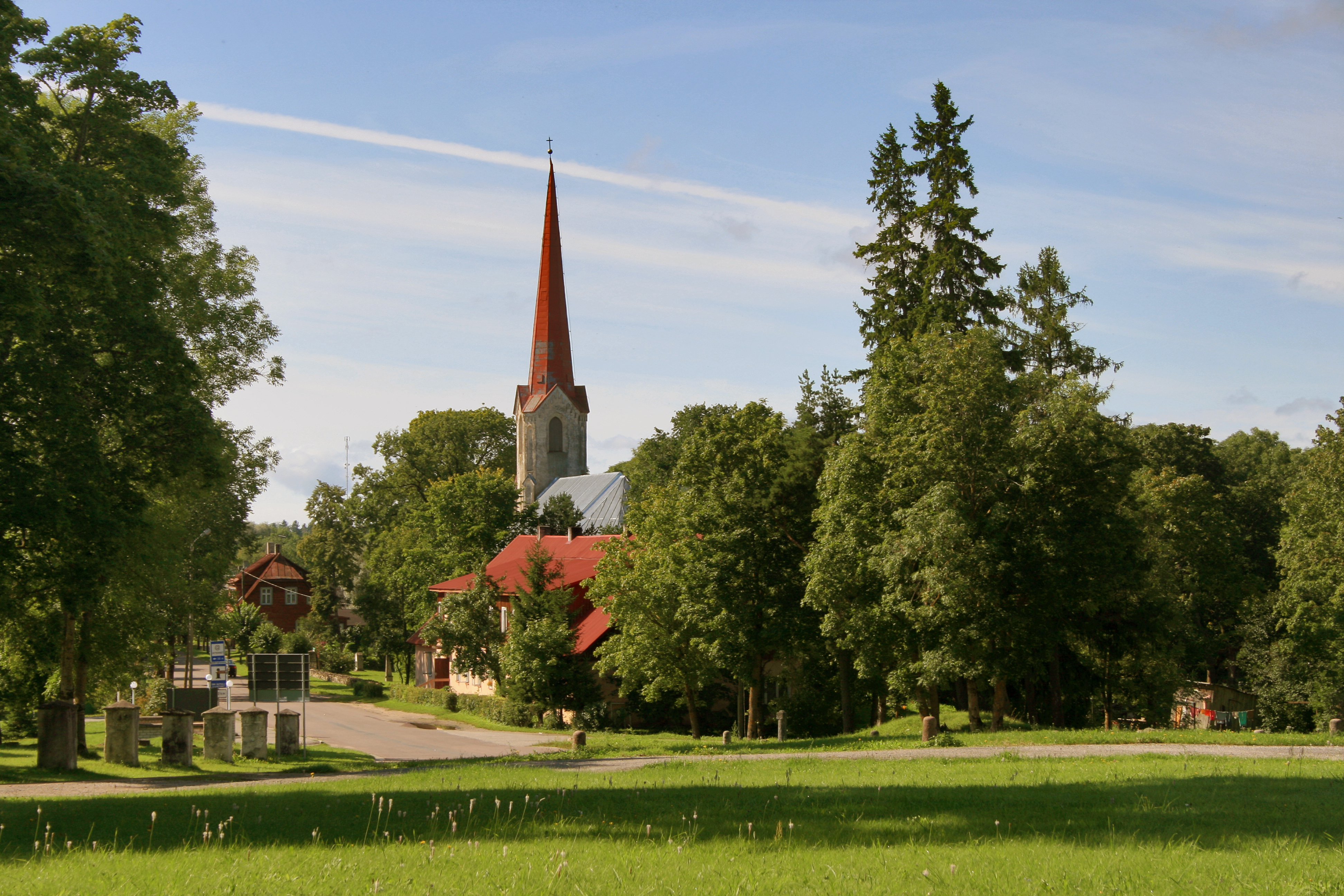
Кірха Святої Елізабети